# Amoritter
Amoritterne (/ˈæməˌraɪts/; sumerisk: 𒈥𒌅, romaniseret: MAR.TU; akkadisk: 𒀀𒈬𒊒𒌝, romaniseret: Amurrūm eller 𒋾𒀉𒉡𒌝 Hebraisk: čŒʊ⎔; ī; oldgræsk: Ἀμορραῖοι) var en gammel nordvestsemitisk-talende bronzealderfolk fra Levanten. Oprindeligt optrådt i sumeriske optegnelser ca. 2500 f.Kr. udvidede de og regerede det meste af Levanten, Mesopotamien og dele af Egypten fra det 21. århundrede f.Kr. til slutningen af det 17. århundrede f.Kr.
Amoritterne etablerede flere fremtrædende bystater på eksisterende steder, såsom Isin, Larsa, Mari og Ebla, og grundlagde senere Babylon og det gamle babylonske imperium. De grundlagde også Egyptens fjortende dynasti i Nildeltaet, som var karakteriseret ved herskere, der bar amorittiske navne som Yakbim, og var sandsynligvis en del af de senere Hyksos. Udtrykket Amurru i akkadiske og sumeriske tekster refererer til amoritterne, deres vigtigste guddom og et amorittisk kongerige. Amoritterne nævnes i den hebraiske bibel som indbyggere i Kanaan både før og efter erobringen af landet under Josua.